# Lluita als Jocs Olímpics d'estiu de 1924 - lluita grecoromana masculina pes mitjà
La prova del pes mitjà de lluita grecoromana fou una de les sis de lluita grecoromana que es disputaren als Jocs Olímpics de París de 1924. Com la resta de proves de lluita sols hi podien participar homes. Els lluitadors que participaven en aquesta categoria podien pesar fins a 75 quilograms. La competició es disputà entre el 6 i el 10 de juliol i hi van prendre part 27 participants, en representació de 19 països.

## Medallistes
| Or                      | Plata                 | Bronze                |
| Edvard Westerlund (FIN) | Arthur Lindfors (FIN) | Roman Steinberg (EST) |

## Resultats
La competició es va desenvolupar a doble eliminació.

### Primera ronda
| Derrotes | Vencedor                     | Perdedor                | Derrotes |
| -------- | ---------------------------- | ----------------------- | -------- |
| 0        | Viktor Fischer (AUT)         | Giuseppe Gorletti (ITA) | 1        |
| 0        | Paul Jahren (NOR)            | Amadeo Gorgano (ITA)    | 1        |
| 0        | Sándor Kónyi (HUN)           | Oldřich Pštros (TCH)    | 1        |
| 0        | Émile Clody (FRA)            | J. Grandjean (SUI)      | 1        |
| 0        | Tayyar Yalaz (TUR)           | Eladi Vidal (ESP)       | 1        |
| 0        | Arthur Lindfors (FIN)        | Adolphe Dumont (LUX)    | 1        |
| 0        | Wacław Okulicz-Kozaryn (POL) | Louis Veuve (SUI)       | 1        |
| 0        | Nikola Grbić (YUG)           | Carl Nilsson (SWE)      | 1        |
| 0        | Kārlis Vilciņš (LAT)         | Wilhelmus Doll (NED)    | 1        |
| 0        | John Christoffersen (DEN)    | Jean Dumont (BEL)       | 1        |
| 0        | Edvard Westerlund (FIN)      | Dűrrũ Sade (TUR)        | 1        |
| 0        | Jan Reinderman (NED)         | Jean Domas (FRA)        | 1        |
| 0        | Roman Steinberg (EST)        | Ferenc Györgyei (HUN)   | 1        |
| 0        | František Pražský (TCH)      | Lliura                  | –        |

### Segona ronda
| Derrotes | Vencedor                  | Perdedor                     | Derrotes |
| -------- | ------------------------- | ---------------------------- | -------- |
| 1        | Giuseppe Gorletti (ITA)   | František Pražský (TCH)      | 1        |
| 0        | Viktor Fischer (AUT)      | Amadeo Gorgano (ITA)         | 2        |
| 0        | Sándor Kónyi (HUN)        | Paul Jahren (NOR)            | 1        |
| 1        | Oldřich Pštros (TCH)      | J. Grandjean (SUI)           | 2        |
| 0        | Tayyar Yalaz (TUR)        | Émile Clody (FRA)            | 1        |
| 1        | Eladi Vidal (ESP)         | Adolphe Dumont (LUX)         | 2        |
| 0        | Arthur Lindfors (FIN)     | Wacław Okulicz-Kozaryn (POL) | 1        |
| 0        | Nikola Grbić (YUG)        | Louis Veuve (SUI)            | 2        |
| 1        | Carl Nilsson (SWE)        | Wilhelmus Doll (NED)         | 2        |
| 0        | John Christoffersen (DEN) | Kārlis Vilciņš (LAT)         | 1        |
| 0        | Edvard Westerlund (FIN)   | Jean Dumont (BEL)            | 2        |
| 0        | Jan Reinderman (NED)      | Dűrrũ Sade (TUR)             | 2        |
| 1        | Jean Domas (FRA)          | Ferenc Györgyei (HUN)        | 2        |
| 0        | Roman Steinberg (EST)     | Lliura                       | –        |

### Tercera ronda
| Derrotes | Vencedor                     | Perdedor                  | Derrotes |
| -------- | ---------------------------- | ------------------------- | -------- |
| 0        | Roman Steinberg (EST)        | František Pražský (TCH)   | 2        |
| 1        | Giuseppe Gorletti (ITA)      | Paul Jahren (NOR)         | 2        |
| 0        | Viktor Fischer (AUT)         | Sándor Kónyi (HUN)        | 1        |
| 1        | Oldřich Pštros (TCH)         | Émile Clody (FRA)         | 2        |
| 0        | Arthur Lindfors (FIN)        | Tayyar Yalaz (TUR)        | 1        |
| 1        | Wacław Okulicz-Kozaryn (POL) | Eladi Vidal (ESP)         | 2        |
| 0        | Nikola Grbić (YUG)           | Kārlis Vilciņš (LAT)      | 2        |
| 1        | Carl Nilsson (SWE)           | John Christoffersen (DEN) | 1        |
| 0        | Edvard Westerlund (FIN)      | Jan Reinderman (NED)      | 1        |
| 1        | Jean Domas (FRA)             | Lliura                    | –        |

### Quarta ronda
| Derrotes | Vencedor                     | Perdedor             | Derrotes |
| -------- | ---------------------------- | -------------------- | -------- |
| 0        | Roman Steinberg (EST)        | Jean Domas (FRA)     | 2        |
| 1        | Giuseppe Gorletti (ITA)      | Sándor Kónyi (HUN)   | 2        |
| 0        | Viktor Fischer (AUT)         | Oldřich Pštros (TCH) | 2        |
| 0        | Arthur Lindfors (FIN)        | Nikola Grbić (YUG)   | 1        |
| 1        | Wacław Okulicz-Kozaryn (POL) | Tayyar Yalaz (TUR)   | 2        |
| 0        | Edvard Westerlund (FIN)      | Carl Nilsson (SWE)   | 2        |
| 1        | John Christoffersen (DEN)    | Jan Reinderman (NED) | 2        |

### Fifth round
| Derrotes | Vencedor                | Perdedor                     | Derrotes |
| -------- | ----------------------- | ---------------------------- | -------- |
| 1        | Giuseppe Gorletti (ITA) | Roman Steinberg (EST)        | 1        |
| 0        | Arthur Lindfors (FIN)   | Viktor Fischer (AUT)         | 1        |
| 1        | Nikola Grbić (YUG)      | Wacław Okulicz-Kozaryn (POL) | 2        |
| 0        | Edvard Westerlund (FIN) | John Christoffersen (DEN)    | 2        |

### Sisena ronda
Després d'aquesta ronda, els invictes Lindfors i Westerlund i Steinberg, amb una derrota, quedaven vius en la lluita per les medalles. Lindfors i Westerlund van avançar a una setena ronda que havia de servir per determinar l'or, mentre Steinberg va rebre el bronze.
| Derrotes | Vencedor                | Perdedor                | Derrotes |
| -------- | ----------------------- | ----------------------- | -------- |
| 0        | Arthur Lindfors (FIN)   | Giuseppe Gorletti (ITA) | 2        |
| 1        | Roman Steinberg (EST)   | Viktor Fischer (AUT)    | 2        |
| 0        | Edvard Westerlund (FIN) | Nikola Grbić (YUG)      | 2        |

### Setena ronda
| Derrotes | Vencedor                | Perdedor              | Derrotes |
| -------- | ----------------------- | --------------------- | -------- |
| 0        | Edvard Westerlund (FIN) | Arthur Lindfors (FIN) | 1        |